# Кормо (Об)
Кормо (фр. Cormost) насеље је и општина у североисточној Француској у региону Шампањ-Арден, у департману Об која припада префектури Троа.
По подацима из 2011. године у општини је живело 299 становника, а густина насељености је износила 26,32 становника/km². Општина се простире на површини од 11,36 km². Налази се на средњој надморској висини од 139 метара.

## Демографија
| 1962. | 1968. | 1975. | 1982. | 1990. | 1999. | 2011. |
| ----- | ----- | ----- | ----- | ----- | ----- | ----- |
| 106   | 120   | 139   | 275   | 312   | 262   | 299   |

График промене броја становника у току последњих година